# Die Billigesser
Die Billigesser ist eine 1980 (Teilabdruck 1978) veröffentlichte Erzählung des österreichischen Schriftstellers Thomas Bernhard.

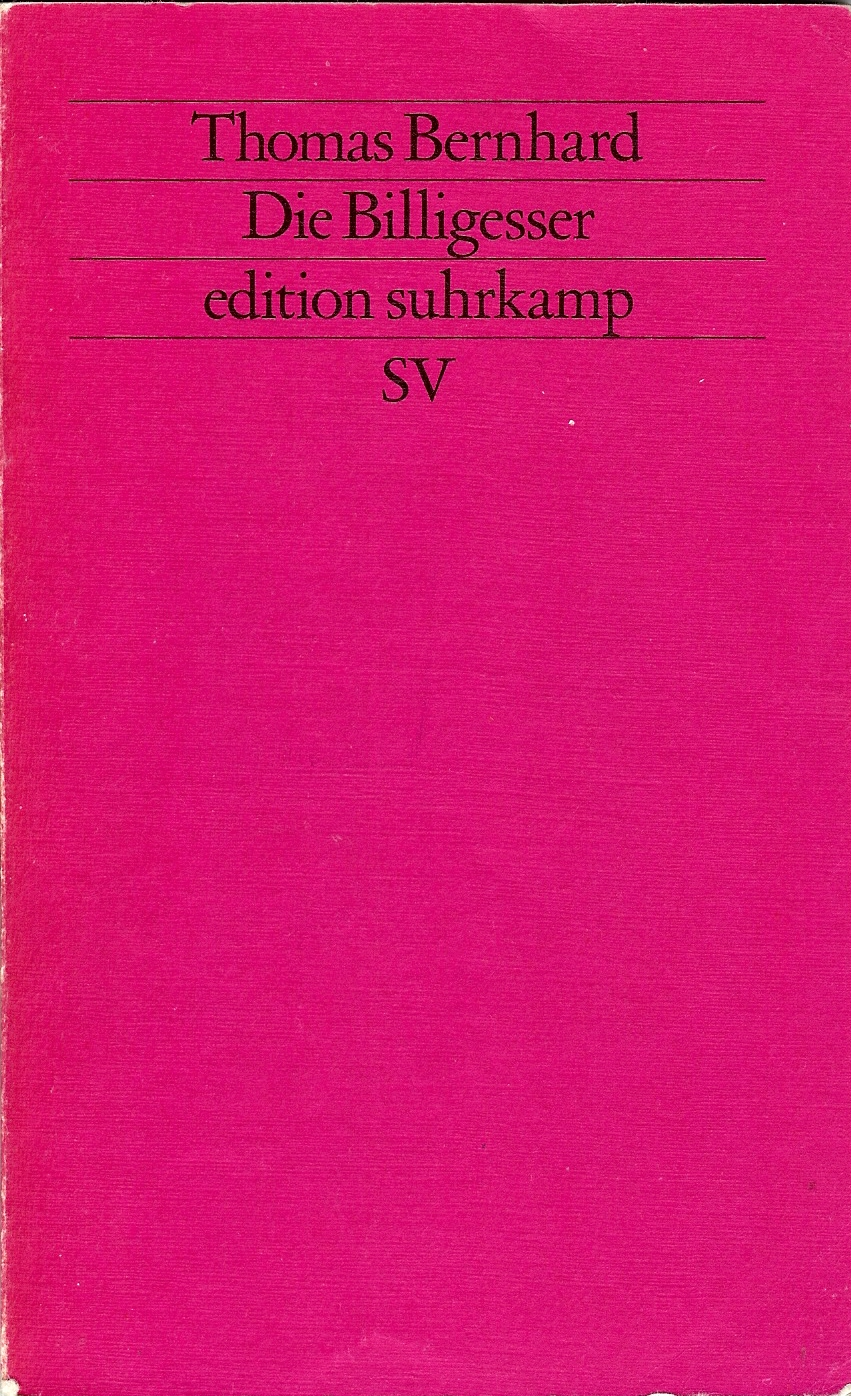
Erstausgabe Thomas Bernhard – Die Billigesser, 1980

## Inhalt
Ein namenloser Erzähler berichtet von seinem Verhältnis zu dem Protagonisten der Erzählung, Koller, und gibt dessen Gedanken und Ausführungen wieder. Koller verlor seinerzeit durch einen Hundebiss und dessen Folgen sein Bein, ein wie er sagt „glückliches/unglückliches“ Ereignis. Seine jahrelange intensive Beschäftigung mit der Physiognomik erfährt einen entscheidenden Wendepunkt, als er eines Tages im Wertheimsteinpark „aufeinmal und urplötzlich anstatt wie schon gewohnheitsmäßig zur alten Esche zur alten Eiche“ geht und sich dabei an die von ihm so genannten Billigesser erinnert, die er von nun an zum entscheidenden Kapitel seiner Abhandlung zu machen gedenkt. Die vier Billigesser Einzig, Goldschmidt, Grill und Weninger treffen sich täglich in einem Lokal der WÖK (Wiener öffentliche Küchenbetriebsgesellschaft) und nehmen immer die preisgünstigste der dort angebotenen Speisen zu sich. Koller war von ihnen nach seiner Entlassung aus dem Spital, vor sechzehn Jahren, in ihre Runde aufgenommen worden und lange Zeit ihr Tischgenosse gewesen. Seitdem beschäftigt er sich auch mit der Physiognomik; seine Abhandlung hat er teils erstellt, teils in Gedanken vorbereitet. Der ganz auf sein Vorhaben Konzentrierte begibt sich mit dem Erzähler in das von ihm eigentlich vollkommen abgelehnte Lokal „Auge Gottes“. Dort vermag er, gegen Ende der Erzählung, seinem Zuhörer die vier Tischgenossen noch zu beschreiben, während er auf Grund eines Unglücksfalles zu der Darstellung des wichtigsten Kapitels seiner Abhandlung, „Die Billigesser“, nicht mehr kommt.

## Rezeption
Hans Höller hält „die vier Lebensbilder von Weninger, Goldschmidt, Grill und Einzig (…) für eines der ungewöhnlichsten Beispiele einer freundlichen, von philosophischer Gelassenheit getragenen erzählerischen Anerkennung des einzelnen gelebten Lebens“ im Werk Thomas Bernhards. Er sieht in der vertrauten Tischgemeinschaft in der WÖK die Idee des antiken Symposions wieder aufleben. Der ‚Geistesmensch‘ Koller, „einer der extremsten Geistesmenschen im Werk Bernhards, [erfährt sich] nach seinem Spitalsaufenthalt wie neu zur Welt gekommen.“ In der Skizze der einzelnen Lebensgeschichten der Billigesser und ihrer konkreten Charaktere bekomme das, „was einen aus der Verzweiflung retten hilft, einen besonderen Stellenwert“, es werde „der Glücksanspruch jedes einzelnen gewürdigt.“